# Agia Triada (Megara)

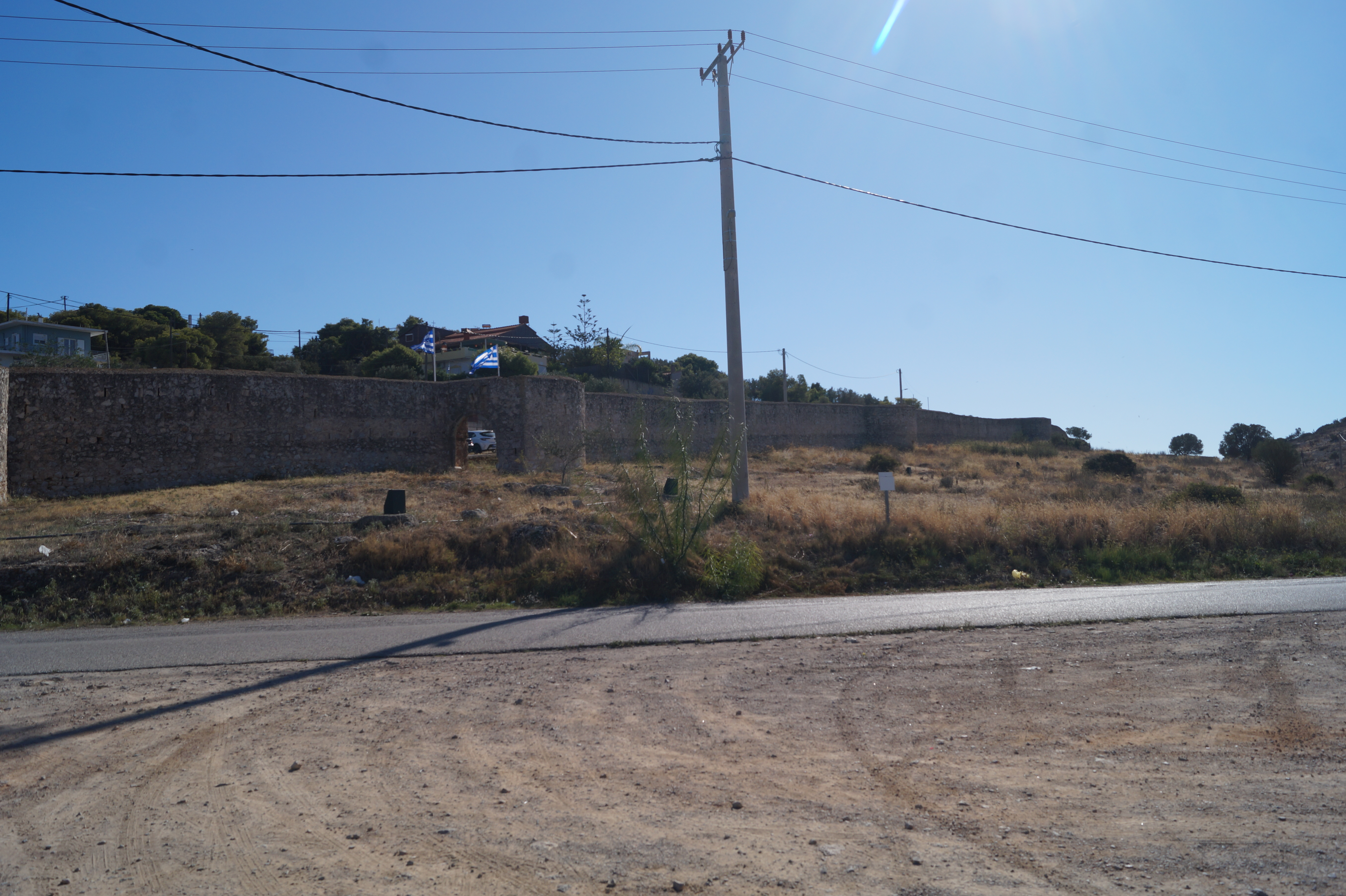
Befestigungsmauer von Agia Triada

Agia Triada (griechisch Αγία Τριάδα = Heilige Dreifaltigkeit) ist ein Ort in der Gemeinde Megara. Der Ort liegt auf einer etwa 3 km langen und etwa 400 m breiten gleichnamigen Halbinsel im Saronischen Golf. Die felsige Halbinsel wird auch Tichos (griechisch Τοίχος = Mauer) genannt.

## Lage
Agia Triada liegt etwa 4 km südöstlich von Megara und etwa 600 m nördlich des Ortes befindet sich der Flugplatz Megara. Nördlich der Halbinsel befindet sich das bedeutende Biotop von Vourkari (griechisch Βουρκάρι = Sumpf). Die Halbinsel ragt in eine Bucht der Insel Salamis  und die kürzeste Entfernung zu dieser beträgt etwa 500 m. Südlich in kurzer Entfernung befinden sich die kleinen Inseln Makronisos und Revythousa, auf der sich das LNG-Terminal Revithoussa der Firma DESFA befindet.

## Geschichte
Man vermutet, dass es sich bei der Halbinsel Agia Triada um die von Strabon erwähnte Halbinsel Minoa handelt. Nikias soll hier 427 v. Chr. gelandet sein und einen Wachtposten besetzt haben. Von hier aus unternahm Demosthenes einen Eroberungsversuch auf Nisaia.
1818 erhielten die Megariten von dem türkischen Beamten Moustesarifi die Erlaubnis, eine Sperrmauer am westlichen Ende, dort wo die Halbinsel ans Festland stößt, zu errichten. Sie gaben vor, nur eine Abgrenzung für das Kloster Agia Triada errichten zu wollen, und bauten zunächst eine 360 m lange und 1,50 bis 2,00 m dicke Mauer. Während der Griechischen Revolution bauten sie die Mauer zu einer 3,90 bis 4,10 m hohen Befestigung mit 7 Türmen und Schießscharten aus.

## Beschreibung
Die Mauer aus dem 19. Jahrhundert ist noch komplett erhalten. Im Süden und im Norden gibt es heute jeweils einen Durchbruch. Den einzigen Zugang nach Agia Triada gab es am dritten Turm von Norden. Das einstige Holztor, das mit Stahlblech beschlagen war, dient seit 1930 als Tor des Klosters Panagia Faneromeni auf Salamis. Die Fläche des durch die Mauer begrenzten Bereichs beträgt etwa 1,35 km².
An der Nordküste östlich der Kirche Agia Triada fand man antike Mauerreste. Die ältesten Mauern stammen aus der spätarchaischen Zeit und standen vermutlich im Zusammenhang mit einem Wachturm. In römischer Zeit wurden am selben Ort zwei Gutshäuser errichtet. Das größere hatte einen Innenhof, um den insgesamt 19 Räume angeordnet waren. Bei der ovalen Struktur im Innenhof handelt es sich wahrscheinlich um eine Tenne, auf der Getreide gedroschen wurde. Das Gutshaus verfügte sogar über ein eigenes Bad. Etwa 6 m nordwestlich fand man ein weiteres Gutshaus. Von diesem wurden bisher fünf Räume freigelegt. Im Hof fand man einen runden Backofen.
Am östlichen Ende der Halbinsel gibt es einen 180 Meter hohen Sendemast für Mittelwellenrundfunksender auf 666 und 981 kHz.